# Vincenzo Minutoli
Vincenzo Minutoli (* 5. Dezember 1639 in Genf; † 25. April 1709 ebenda) war ein evangelischer Geistlicher und Hochschullehrer der Republik Genf.

## Leben

### Familie
Vincenzo Minutoli war der einzige Sohn des Seidenhändlers Paolo Minutoli (1609–1681), dessen Familie aus dem toskanischen Lucca stammte und die wegen ihres reformierten Glaubens ihre Heimat verlassen hatten und in Genf ansässig wurden. Seine Mutter war Madeleine, Tochter von Denis Perrot.
Er heiratete am 28. April 1671 Suzanne (15. Juli 1653 in Genf; † 9. August 1725 in Valleiry), Tochter des Rats und Syndikus Pierre Fabri (1616–1700); gemeinsam hatten sie vier Kinder. 

### Werdegang
Vincenzo Minutoli begann im Mai 1654 unter Anleitung von François Turrettini ein Theologiestudium an der Académie de Genève und setzte dieses Studium 1661 an der Universität Leiden und der Universität Groningen fort.
Von 1664 bis 1669 war er Pfarrer in Middelburg in den Vereinigten Niederlande und kehrte dann nach Genf zurück.
1675 wurde er als Professor für Alte Sprachen und bis 1679 für Geschichte an die Akademie in Genf berufen; in dieser Zeit war er von 1683 bis 1686 Rektor der Akademie.
Er wurde 1679 zum Pfarrer in Genf ernannt und von 1707 bis zu seinem Tod war er Pfarrer der italienischen Kirche in Genf.
Er war von 1693 bis 1694 Herausgeber der Zeitschrift Les Dépêches du Parnasse ou Gazette des Savants. Neben dieser Tätigkeit ordnete er die Bibliothek der Akademie und gab hierbei einen neuen Katalog heraus. 1700 wurde er zum offiziellen Bibliothekar der Genfer Republik ernannt.

### Berufliches Wirken
Vincenzo Minutoli hatte zwar Theologie studiert, war jedoch eher Gelehrter und Historiker und unterhielt einen Briefwechsel mit bedeutenden Persönlichkeiten der europäischen Kultur, unter anderem mit dem Philosophen Pierre Bayle sowie mit dem Lyoner Mediziner Jacob Spon.
Nachdem Kardinal Giulio Spinola als Erzbischof von Lucca, die Exulanten aus Lucca in Genf aufforderte, auf die reformierte Religion zu verzichten und zur katholischen zurückzukehren, veröffentlichte er 1679, gemeinsam mit  Fabrizio Burlamacchi (auch Burlamaqui), Bénédict Calandrini und François Turrettini eine zweihundertseitige Antwort.

## Schriften (Auswahl)
- Vincenzo Minutoli; Conrad Meyer; Hans Kaspar Gessner: Eigentliche Beschreibung der höchst-schädlichen Fewrs-Brunst und kläglichen Einäscherung der gewaltigen Rhone-Bruken, samt deren darauff stehenden Gebäwen, in loblicher Statt Genff, so entstanden um Mittnacht, den 18. Jenner dess 1670. Jahrs: samt einer trostlichen Erinnerung an die höchst-betrübte Brunst-Beschädigte. Zürich: Bey Melchior Stauffacher, 1670.
- Relation du naufrage d’un vaisseau hollandois sur la côte de l’isle Quelpaitz, avec la Description du royaume de Circé. 1670.
- Niccolo Balbani; Vincenzo Minutoli: La vie dv marqvis Galeace Caracciolo, Mort à Geneve, le Siecle passé: Histoire Des plus curieuses. Genève: J. L. Du Four, 1681.
- Dépêches du Parnasse ou Gazette des savants. 1693.
- Dissertation sur une petite statue de bronze trouvée à Genève en 1690.